# Signe Gaupset
Signe Gaupset (Molde, 18 de junio de 2005) es una futbolista noruega. Juega como centrocampista en el Brann de la Toppserien de su Noruega. Es internacional con la selección de Noruega.

## Trayectoria
Gaupset jugó en su juventud de 2013 a 2019 para el Sportsklubben Rival de su ciudad natal. Luego tuvo un paso muy breve por las juveniles del Molde FK durante el 2020. Al año siguiente participó en dos partidos de clasificación para la sub-19 de su equipo en la Copa de Noruega.
Debutó en el equipo mayor del IL Sandviken de la Toppserien, máxima división del fútbol femenino noruego, en la temporada 2021, en una goleada por 4-0 contra el Arna-Bjørnar, anotando su primer gol en el minuto 32 para poner el 2-0. Ese año el club conquistaría la Toppserien, llevándose el primer título en su historia.
Al año siguiente el Sandviken se fusionó con la sección femenina del Brann Bergen, cambiando su nombre al de SK Brann Kvinner con el cual dio puntapie a la temporada 2022. Gaupset disputó 24 partidos entre liga y copa, anotando cinco goles y ganando el doblete. En marzo de 2025, su contrato se extendió prematuramente hasta el verano de 2027.

## Selección nacional

### Categorías menores
Debutó como internacional juvenil en la sub-16 de su país el 18 de agosto de 2021, en una derrota por 2-5 contra España. Marcó sus goles en esta categoría en su sexta aparición, el 12 de octubre de 2021, en una victoria amistosa por 4-1 contra Hungría.
En 2022 acumuló 8 partidos con la selección noruega sub-17, marcando la misma cantidad de goles, cuatro de ellos en una victoria por 12-0 sobre la sub-17 de Rumania.
Jugó otros 8 partidos con el combinado sub-19 entre septiembre y febrero de 2023, anotando seis goles. Su única aparición con la selección sub-23 fue el 4 de abril de 2025, en una victoria amistosa por 4-2 contra la sub-23 de Italia.

### Selección mayor
Su debut internacional absoluto llegó el 27 de febrero de 2024 en la goleada por 5-0 contra el combinado croata, en el partido de vuelta de la promoción de ascenso de la Liga de Naciones 2023-24 entrando como suplente de Celin Bizet Ildhusøy en el minuto 73.
Su segundo encuentro con la mayor fue en el Grupo A1 de la Clasificación para la Eurocopa 2025, un empate 1-1 contra Italia el 4 de junio de 2024 en Ferrara. En los play-offs del mismo torneo marcó su primer tanto con el combinado absoluto en una goleada por 9-0 contra Albania. También disputó los partidos del cuarto al sexto del Grupo A2 de la Liga de Naciones 2025 y el amistoso contra Suecia en junio de 2025, que perdió 2-0 en Oslo.
Convocada para la Eurocopa 2025 como la jugadora más joven de su plantel, entró al campo de juego en el segundo y tercer encuentro de la fase de grupos anotando un doblete en el 4-3 contra Islandia, donde fue nombrada Jugadora del Partido por su gran juego. Las noruegas fueron eliminadas del torneo en los cuartos de final al caer por 2-1 ante Italia.

## Clubes
| Club  | País    | Año             |
| ----- | ------- | --------------- |
| Brann | Noruega | 2021 - presente |

## Palmarés

### Títulos nacionales
| Título          | Club         | País    | Año  |
| --------------- | ------------ | ------- | ---- |
| Toppserien      | IL Sansviken | Noruega | 2021 |
| Toppserien      | Brann        | Noruega | 2022 |
| Copa de Noruega | Brann        | Noruega | 2022 |